# قناری رولر
قناری رولر
نام دیگر این نژاد قناری «رولر آلمانی» و «رولر کوهستان هارز» می‌باشد. این نژاد قدیمی‌ترین و مشهورترین نژاد آوازخوان است که ابتدا در شهر تایرول به وجود آمد و سپس توسط معدن چیان تایرول به کوه‌های هارز برده شد و از قرن ۱۹ تا به حال در کشور آلمان تکامل یافته است. آواز این گونه چندان بلند نبوده و چهچه‌ای موزون و متنوع دارد و از آن جایی که این نژاد همواره بر اساس نوع خواندن به گزینی شده است، امروزه توانایی خواندن نغمه‌های مختلف را دارد و بیشتر به رنگ‌های سبز و زرد دیده می‌شود. چهار نوع آواز اصلی برای این نژاد شناخته شده است که عبارتند از: صدای بم، صدای زیر نی لبک مانند، صدای زنگ توخالی، صدای غل غل کردن آب. باید توجه داشت که این نژاد همواره با دهانی بسته آواز می‌خواند. دو پرنده نر را نباید در یک قفس نگهداری کرد. قناری رولر معمولاً تا ده سال عمر می‌کند.

## فهرست منابع
۱. دکتر احسان مقدس(۱۳۹۰): پرورش، نگهداری و بیماری‌های قناری، انتشارات نیلوبرگ، چاپ اول، شهریور ماه ۱۳۹۰، تهران.